# Zaag

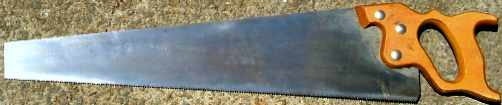
Handzaag

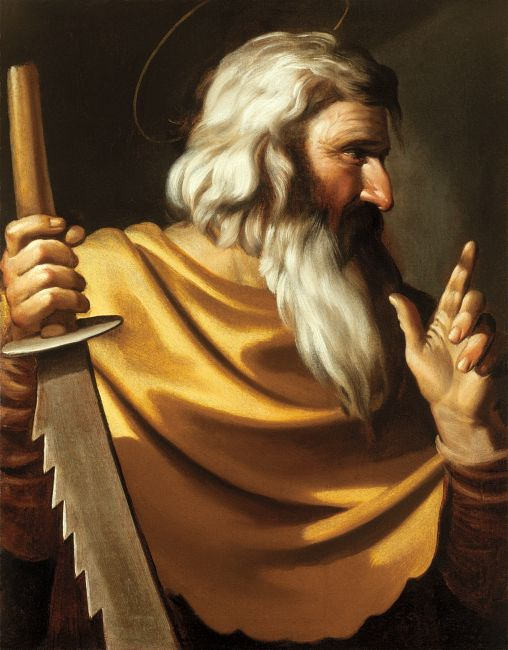
De apostel Simon de Zeloot met zijn attribuut

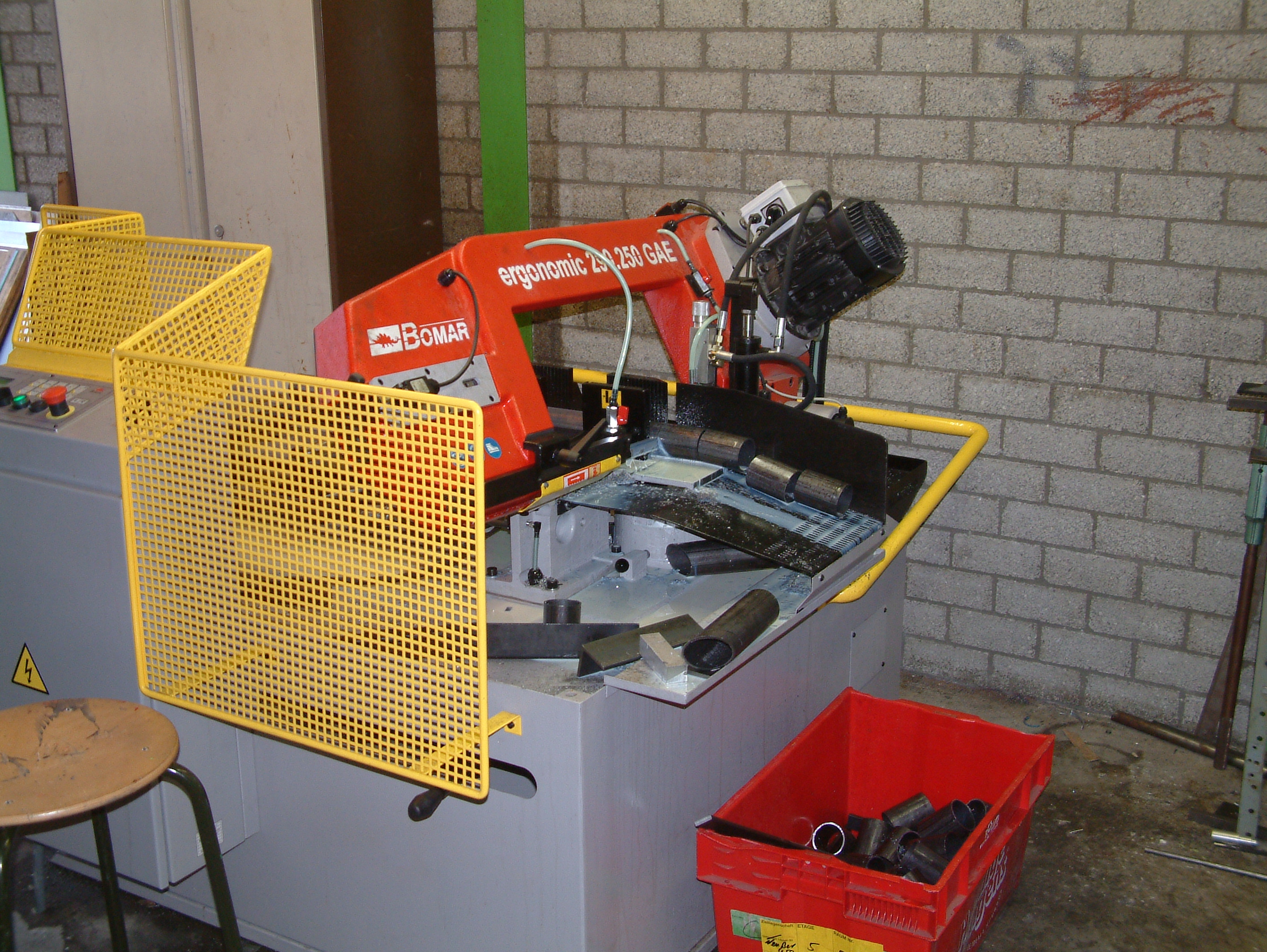
Zaagmachine

Een zaag is een stuk gereedschap (handgereedschap of machinegereedschap) of een machine (werktuigmachine) om materialen van bijvoorbeeld hout, natuursteen of metaal te bewerken. Dat wordt zagen genoemd. In veel beroepen, van timmerman tot chirurg wordt een zaag gebruikt.
Een zaag heeft een getand, veelal metalen blad, het zogenaamde zaagblad, waarmee in het te bewerken materiaal een zaagsnede of gleuf kan worden gemaakt. De iets uitstaande tanden van de zaag snijden in het materiaal en door de beweging van de zaag worden kleine spanen afgevoerd. De materiaaleigenschappen van het zaagblad en de vorm van de tanden zijn afgestemd op het te zagen materiaal.
Bij machinaal zagen kan een blad worden gebruikt dat in de vorm van een gesloten lus is uitgevoerd, een lintzaag. Bij een rond blad spreekt men van een cirkelzaag. Een bus-vormige zaag is de gatenzaag. Een kettingzaag is onder meer van een ketting voorzien. In tegenstelling tot machinale zagen, die gewoonlijk in een richting beweging, wordt de handzaag heen en weer bewogen in het materiaal en zaagt, afhankelijk van de tanding bij de trek- of de duwbeweging, eventueel ook bij beide. De meeste westerse zagen zijn getand om in de duwrichting te zagen, terwijl Japanse zagen getand zijn om te zagen bij het trekken.
Zagen voor steen kunnen tanden hebben, bij zachtere steensoorten, of bezet zijn met hard materiaal zoals diamantpoeder.
Zagen onderscheidt zich van snijden en knippen: bij snijden wordt geen materiaal afgevoerd en bij knippen wordt het materiaal door druk vervormd.

## Slijtage
De tanden van de zaag kunnen soms worden geslepen, met de hand of met speciale machines en worden, vooral bij houtzagen, nadien ook weer gezet, dat wil zeggen in de juiste positie gebogen. Gesinterde diamantzagen kunnen gescherpt worden door te zagen in een materiaal zoals zandsteen, dat het dragermateriaal wegslijt zodat nieuwe diamantpuntjes bloot komen te liggen.

## Overige
- De zaag is in de christelijke iconografie het attribuut van Jozef, vandaar de schrijnwerkersterm 'een Jefzaag', en als martelwerktuig ook het attribuut van Jesaja en Simon de Zeloot.[1]
- De zaag is een symbool voor de gepersonifieerde melancholie.
- Een zingende zaag is een muziekinstrument in de vorm van een zaag.